# Till Roenneberg
Till Roenneberg (* 3. Mai 1953 in München) ist Professor am Institut für Medizinische Psychologie an der Ludwig-Maximilians-Universität München.

## Leben
Till Roenneberg studierte Biologie an der Ludwig-Maximilians-Universität München und promovierte 1982 bei Ernst Pöppel. Er ist Professor am Institut für Medizinische Psychologie an der Ludwig-Maximilians-Universität München. Sein Forschungsgebiet ist die Chronobiologie. Mit seiner Arbeitsgruppe (u. a. Martha Merrow) erforscht er den Einfluss des Lichts auf den Tagesrhythmus des Menschen sowie die verschiedenen Chronotypen.

## Werke
- Topographie der Lichtsummation phasischer Ganglienzellen auf der Katzenretina, unveröffentlichte Dissertation, München 1982
- T. Roenneberg, M. Merrow: Die innere Uhr. In: Aus Politik und Zeitgeschichte. Heft B31, 1999, ISSN 0479-611X, S. 11–17 (Volltext, archiviert).
- T. Roenneberg, M. Merrow: Circadian clocks and metabolism. In: Journal of Biological Rhythms. ISSN 0748-7304, Jahrgang 14, 1999, S. 449–459.
- T. Roenneberg, M. Merrow: Circadian Clocks: Running on Redox. In: Cell. Heft 106, 2001, S. 141–143 (PDF-Datei; 555 KB).
- T. Roenneberg, M. Merrow: Light reception: discovering the clock-eye in mammals. In: Current Biology. Jahrgang 12, 2002, ISSN 0960-9822, S. R163–R165 (PDF-Datei; 72 KB).
- T. Roenneberg, M. Merrow: Life before the clock - modeling circadian evolution. In: Journal of biological rhythms. Jahrgang 17, 2002, 495–505 (PDF-Datei; 316 KB).
- T. Roenneberg, A. Wirz-Justice, M. Merrow: Life between clocks - daily temporal patterns of human chronotypes. In: Journal of biological rhythms. Jahrgang 18, 2003, S. 80–90 (PDF-Datei; 202 KB).
- T. Roenneberg, A. Wirz-Justice: Circadiane und saisonale Rhythmen. In: Siegfried Kasper und Hans-Jürgen Möller (Hrsg.): Herbst-, Winterdepression und Lichttherapie. 2004, ISBN 3-211-40481-3 (PDF-Datei; 7,24 MB).
- T. Roenneberg: Wie wir ticken: Die Bedeutung der Chronobiologie für unser Leben, DuMont, Köln 2010, ISBN 978-3-8321-9520-5.
- Das Recht auf Schlaf. Eine Kampfschrift für den Schlaf und ein Nachruf auf den Wecker, dtv Verlagsgesellschaft, München 2019, ISBN 978-3-423-28178-2